# Meridià 167 a l'est
El meridià 167 a l'est de Greenwich és una línia de longitud que s'estén des del pol Nord travessant l'oceà Àrtic, Àsia, l'oceà Índic, l'oceà Antàrtic, Australàsia i l'Antàrtida fins al pol Sud.
El meridià 167 a l'est forma un cercle màxim amb el meridià 13 a l'oest. Com tots els altres meridians, la seva longitud correspon a una semicircumferència terrestre, uns 20.003,932 km. Al nivell de l'Equador, és a una distància del meridià de Greenwich de 18.590 km.

## De pol a pol
Començant en el pol Nord i dirigint-se cap al pol Sud, aquest meridià travessa:
| Coordenades                               | País, territori o mar   | Notes |
| ----------------------------------------- | ----------------------- | --- |
| 90° 0′ N, 167° 0′ E / 90.000°N,167.000°E  | Oceà Àrtic              | |
| 74° 39′ N, 167° 0′ E / 74.650°N,167.000°E | Mar de Sibèria Oriental | |
| 69° 29′ N, 167° 0′ E / 69.483°N,167.000°E | Rússia                  | Districte autònom de Txukotka Krai de Kamtxatka — des de 64° 33′ N, 167° 0′ E / 64.550°N,167.000°E |
| 60° 18′ N, 167° 0′ E / 60.300°N,167.000°E | Mar de Bering           | |
| 54° 45′ N, 167° 0′ E / 54.750°N,167.000°E | Oceà Pacífic            | |
| 11° 28′ N, 167° 0′ E / 11.467°N,167.000°E | Illes Marshall          | Atol de Rongelap |
| 11° 22′ N, 167° 0′ E / 11.367°N,167.000°E | Oceà Pacífic            | |
| 9° 19′ N, 167° 0′ E / 9.317°N,167.000°E   | Illes Marshall          | Atol de Kwajalein |
| 9° 14′ N, 167° 0′ E / 9.233°N,167.000°E   | Oceà Pacífic            | Passa a l'est de Nauru (a 0° 31′ S, 166° 56′ E / 0.517°S,166.933°E) |
| 9° 48′ S, 167° 0′ E / 9.800°S,167.000°E   | Mar del Corall          | Passa a l'oest de les illes Duff, Illes Salomó (a 9° 50′ S, 167° 6′ E / 9.833°S,167.100°E) · Passa a l'est de les illes Vanikoro, Illes Salomó (a 11° 38′ S, 166° 59′ E / 11.633°S,166.983°E) · Passa a l'est de les illes Torres, Vanuatu (at 13° 25′ S, 166° 42′ E / 13.417°S,166.700°E) · Passa a l'oest de les illes Banks, Vanuatu (a 13° 31′ S, 167° 17′ E / 13.517°S,167.283°E) |
| 14° 56′ S, 167° 0′ E / 14.933°S,167.000°E | Vanuatu                 | Espiritu Santo |
| 15° 35′ S, 167° 0′ E / 15.583°S,167.000°E | Mar del Corall          | Passa a l'oest de l'illa de Malo, Vanuatu (a 15° 40′ S, 167° 4′ E / 15.667°S,167.067°E) · Passa a l'oest de l'illa de Malakula, Vanuatu (a 16° 5′ S, 167° 9′ E / 16.083°S,167.150°E) · Passa a l'oest de l'illa de Lifou, Nova Caledònia (a 20° 55′ S, 167° 1′ E / 20.917°S,167.017°E)                                                                                                 |
| 22° 14′ S, 167° 0′ E / 22.233°S,167.000°E | Nova Caledònia          | |
| 22° 20′ S, 167° 0′ E / 22.333°S,167.000°E | Mar del Corall          | |
| 23° 15′ S, 167° 0′ E / 23.250°S,167.000°E | Oceà Pacífic            | |
| 45° 7′ S, 167° 0′ E / 45.117°S,167.000°E  | Nova Zelanda            | Illa del Sud |
| 46° 13′ N, 167° 0′ E / 46.217°N,167.000°E | Oceà Pacífic            | |
| 60° 0′ S, 167° 0′ E / 60.000°S,167.000°E  | Oceà Antàrtic           | |
| 70° 48′ S, 167° 0′ E / 70.800°S,167.000°E | Antàrtida               | Dependència de Ross, reclamat per Nova Zelanda |
| 73° 36′ S, 167° 0′ E / 73.600°S,167.000°E | Oceà Antàrtic           | Mar de Ross |
| 77° 17′ S, 167° 0′ E / 77.283°S,167.000°E | Antàrtida               | Dependència de Ross, reclamat per Nova Zelanda |